# Черезоле Реале
Черезо̀ле Реа̀ле (на италиански: Ceresole Reale; на пиемонтски: Ceresole, Черезоле, на окситански: Cerisoles, Серизолес) е село и община в Метрополен град Торино, регион Пиемонт, Северна Италия. Разположено е на 1620 m надморска височина, на северния бряг на малкото едноименно езеро. Към 1 януари 2020 г. населението на общината е 163 души, от които 10 са чужди граждани.